# Kayah-regionen
Kayah-regionen (Karenni-staten) er den mindste administrative underafdeling i den østlige del af staten Myanmar. Regionen grænser mod nord til Shan-regionen, mod sydvest til Kayin-regionen og mod øst til Thailands Mae Hong Son-provins. Området er tropisk og dækker et areal på 11.730 km². Hovedstaden hedder Loikaw og befolkningstallet var i 2002 på 293.000, i henhold til "4th Asia and Pacific Regional Conference on Universal Birth Registration" . Det giver en befolkningstæthed på ca. 25. Hovedsageligt etniske kayah-folk.

## Etnografiske grupper
Etnografer mener at der er syv – muligvis hele 10 etniske folk med oprindelse i Kayah-regionen. Hertil kommer en del shan-folk i det nordlige samt nogle pa-o-folk i de omgivende 'bjerge'.
Etnografien i området er ret kompliceret.
Den omtrentlige fordeling af befolkningsgrupper ser således ud:
1. Kayah (ca. 56 %)
2. Bamar (ca. 18 %)
3. Shan (ca. 17 %)
4. Karen (ca. 6 %)
5. Blandede og andre (ca. 5 %)

Etnografiske sprogforskere skelner mellem disse sprogstammer i Kayah-regionen:
1. Karenni (Red Karen, Kayah)
2. Padaung (Kayan)
3. Bwe
4. Geba (White Karen)
5. Manumanaw
6. Yantale
7. Zayein (Lahta)
8. Geko
9. Yinbaw
10. Paku